# Milà-Sanremo 1988
La Milà-Sanremo 1988 fou la 79a edició de la Milà-Sanremo. La cursa es disputà el 19 de març de 1988 i va ser guanyada pel francès Laurent Fignon, que s'imposà a l'esprint a la meta de Sanremo.
198 ciclistes hi van prendre part, acabant la cursa 111 d'ells.

## Classificació final
|    | Ciclista            | Equip                          | Temps      |
| -- | ------------------- | ------------------------------ | ---------- |
| 1  | Laurent Fignon      | Systeme U-Gitane               | 7h 06' 20" |
| 2  | Maurizio Fondriest  | Alfa Lum-Legnano               | m. t.      |
| 3  | Steven Rooks        | PDM-Ultima-Concorde            | m. t.      |
| 4  | Fabio Roscioli      | Ariostea-Gres                  | m. t.      |
| 5  | Sean Kelly          | KAS-Mavic                      | m. t.      |
| 6  | Giuseppe Calcaterra | Atala-Ofmega                   | m. t.      |
| 7  | Adri van der Poel   | PDM-Ultima-Concorde            | m. t.      |
| 8  | Erich Maechler      | Carrera Jeans                  | m. t.      |
| 9  | Rolf Gölz           | Superconfex-Yoko-Opel-Colnago  | m. t.      |
| 10 | Giuseppe Petito     | Gis Gelati-Jollyscarpe-Ecoflam | + 10"      |